# Splashdown (videogioco)
Splashdown è un  simulatore di guida acquatico per Xbox e PlayStation 2. Il videogioco è basato su competizioni di moto d'acqua freestyle e può essere giocato da uno o due giocatori. Splashdown è abbastanza simile alla serie Wave Race della Nintendo.

## Colonna sonora
1. Blink 182 - "The Rock Show"
2. New Found Glory - "Hit or Miss"
3. Otis - "Hold Your Breath"
4. Smash Mouth - "All Star"
5. SR-71 - "Right Now"
6. Sum 41 - "All She's Got"
7. Sum 41 - "Rhythms"
8. The Donnas - "You'Ve Got A Crush On Me"
9. The Dude - "Rock Da Juice"
10. The Groovie Ghoulies - "Chupa Cabra"
11. The Groovie Ghoulies - "Graceland"
12. KMFDM - "Son Of A Gun"
13. Man Or Astro-man? - "A Mouthful Of Exhaust"

## Curiosità
- Uno dei percorsi giocabili è il Loch Ness. Il mostro di Loch Ness apparirà tra il secondo ed il terzo giro, e sarà possibile sfruttare il suo fianco come una rampa per accedere ad un percorso alternativo.